# Bogeria
Es va designar com a bogeria o follia fins a final del segle xix a un determinat comportament que vulnerava les normes socials establertes. El que es va interpretar per convencions socials com bogeria va ser la desviació de la norma (del llatí vulgar delirés, de lira ire, que significava originalment en l'agricultura "desviat del solc recte"), per culpa d'un desequilibri mental, pel qual un home o una dona patia de deliris malaltissos, impropis del funcionament normal de la raó, que s'identificaven per la realització d'actes estranys o destructius.
Els símptomes de certes malalties, com l'epilèpsia o altres disfuncions mentals, van ser també qualificats de bogeria. El concepte de "bogeria" va ser emprat a Europa històricament en diferents contextos amb diferents significats, que retrospectivament se sap que corresponien a fenòmens distints, que en la història de la medicina es troben pobrament definits i que de vegades eren fins i tot contradictoris. La qüestió de quines variacions respecte a la norma eren acceptades com a "extravagàncies" i quines com a bogeria podia dependre de la regió, l'època o les circumstàncies socials del subjecte. No va anar fins a l'aplicació de la nosologia moderna quan es van delimitar els diferents fenòmens denominats fins llavors com bogeria.